# WTA Cesena
Das WTA Cesena (offiziell: Cesena Ladies Championships) war ein Tennisturnier der WTA Tour, das in der italienischen Stadt Cesena ausgetragen wurde.

## Siegerliste

### Einzel
| Jahr | Siegerin    | Finalgegnerin     | Ergebnis |
| ---- | ----------- | ----------------- | -------- |
| 1992 | Mary Pierce | Catherine Tanvier | 6:1, 6:1 |

### Doppel
| Jahr | Siegerinnen                       | Finalgegnerinnen                         | Ergebnis |
| ---- | --------------------------------- | ---------------------------------------- | -------- |
| 1992 | Catherine Suire Catherine Tanvier | Sabine Appelmans Raffaella Reggi-Contano | kampflos |